# Березова Галина Олексіївна
Гали́на Олексі́ївна Бере́зова (нар. 2 (15) червня 1909, Санкт-Петербург — 24 жовтня 1997, Київ) — українська балетмейстерка, артистка балету, педагогиня. Заслужена артистка УРСР (1941).

## Біографічні відомості
Була членкинею КПРС з 1943 року.
Перша постановниця балету «Лілея» Костянтина Данькевича за Шевченком (1940, 1945, Київ, Театр опери та балету імені Тараса Григоровича Шевченка; Харків, 1946, театр опери та балету імені Миколи Віталійовича Лисенка).